# Alfred Stratford
Alfred Hugh Stratford, né le 5 septembre 1853 dans le quartier de Kensington à Londres en Angleterre et mort le 2 mai 1914 à Newark dans l'État du New Jersey aux États-Unis, est un sportif anglais ayant un palmarès en football et en cricket.
Il est actif dans les années 1870 au sein du Wanderers Football Club et il est sélectionné une fois en équipe d'Angleterre de football.

## Carrière
Alfred Stratford joue au sein du Middlesex County Cricket Club de 1877 à 1880. Pendant cette période il joue aussi au first-class cricket avec le Marylebone Cricket Club. Sa meilleure performance a lieu en 1878 quand il remporte 12 wickets pour Middlesex lors d’une rencontre contre le Surrey County Cricket Club au Kennington Oval.
En football, Alfred Stratford évolue au poste de défenseur. Il joue dans l’équipe du Wanderers Football Club avec laquelle il remporte trois coupe d'Angleterre de football consécutives en 1876, 1877 et 1878. Il est sélectionné une fois en équipe d'Angleterre de football en 1874. L'Angleterre perd alors 2-1 contre l’Écosse.
Alfred Stratford émigre ensuite au Canada, puis aux États-Unis, avec son frère. Il continue à jouer au cricket dans différentes villes Winnipeg, Pittsburgh, New York et Newark. En 1884, soit quatre ans après sa dernière apparition dans un match de première classe en Angleterre, Alfred Stratford joue aux côtés de son frère Frederick un match de première classe avec l’équipe des États-Unis contre les Gentlemen of Philadelphia.

## Palmarès
- Wanderers Football Club
  - Vainqueur de la Coupe d’Angleterre de football en 1876, 1877 et 1878